# Pico de la Miel
Der 1568 m hohe Pico de la Miel liegt auf der Grenze zwischen der Provinz Burgos in Kastilien und der Autonomen Gemeinschaft Kantabrien.

## Besteigung
Der Pico de la Miel wird meist im Rahmen einer mehrstündigen Bergwanderung (manchmal auch zusammen mit dem ca. 3 km weiter südwestlich gelegenen und ca. 1718 m hohen Castro Valnera) vom ca. 15 km (Luftlinie) entfernten Ort Espinosa de los Monteros bzw. von der ca. 1350 m hoch gelegenen und nur noch ca. 3 km vom Gipfel entfernten Skistation Lunada aus bestiegen.